# 捷達集團
捷達集團（英語：Stagecoach Group PLC）是一個總部設在蘇格蘭珀斯的跨國運輸集團，現時在英國、美國和加拿大均有業務，經營巴士、市際客車、火車及電車等服務。

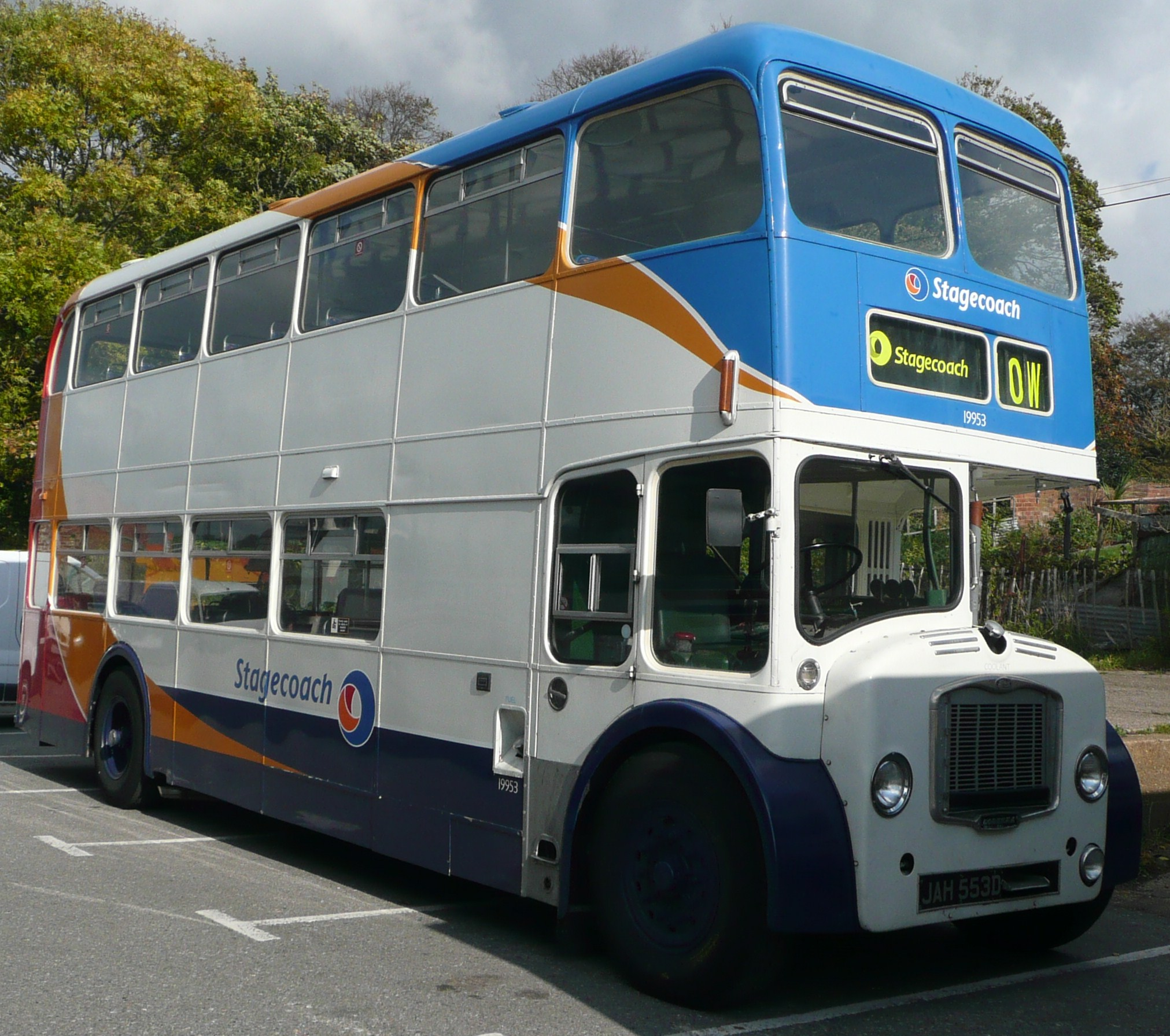
2008年威特島巴士博物館開放日中一輛半永久保存的Stagecoach East 19953，是1966年款的 Bristol Lodekka FLF6G

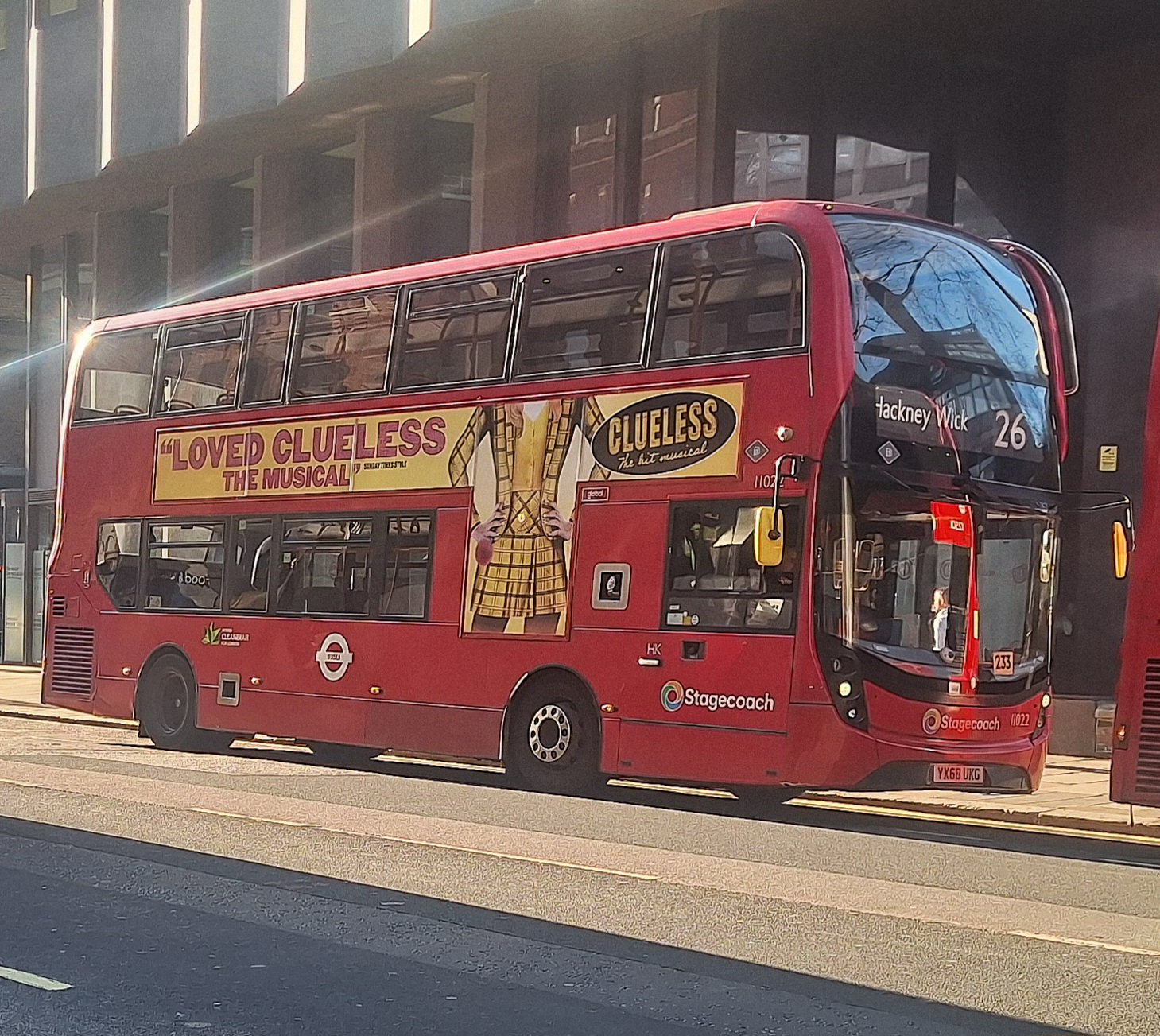
服務倫敦的亞歷山大丹尼士Enviro 400 MMC

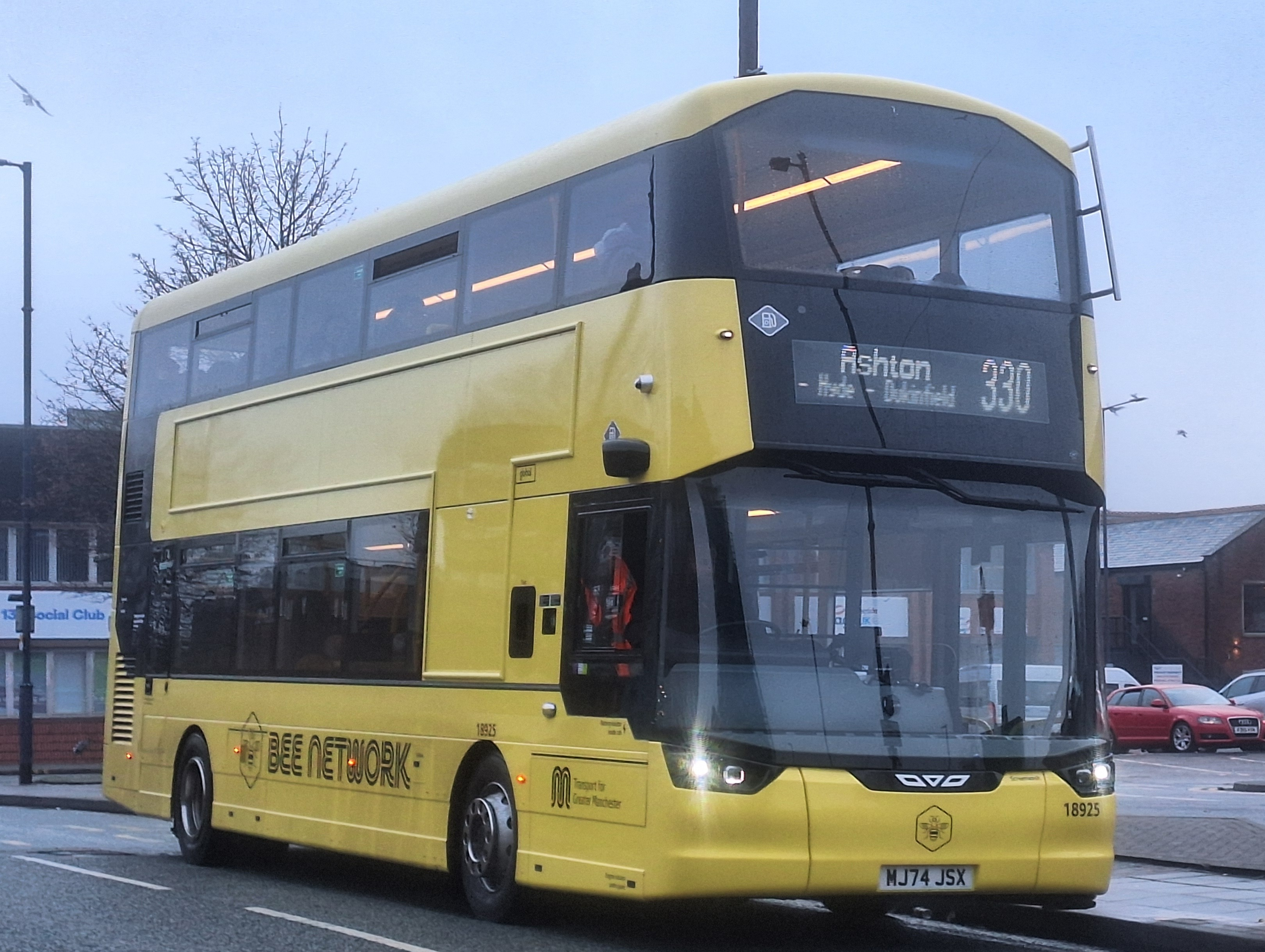
服務曼徹斯特的萊特StreetDeck Ultroliner

## 歷史
1976年，告羅克夫婦Robin Gloag和Ann Gloag成立露營車及小巴租賃公司Gloagtrotter，即捷達的前身。
1980年英國開始解除對市際客車服務的管制，Robin Gloag、Ann Gloag和任職會計的弟弟Brian Souter在同年成立捷達，其後Robin Gloag與妻子離婚後在1982年退出捷達。
捷達首先開辦來往登地及倫敦的客車服務，其後業務擴展迅速。捷達成立初期的城際客車服務在1988年轉售予National Express。
1985年，捷達收購McLennan Of Spittalfield，自此開始經營市區巴士服務。1986年開始，英國公營巴士服務私有化，捷達在往後收購多間前National Bus Company、Scottish Bus Group、London Buses以及市政府的巴士公司。
1989年，捷達收購馬拉維的馬拉維聯合公共運輸其中51%股權，開始進軍海外市場。之後捷達在海外曾收購多間巴士公司，但現時大部分已經售出。
1990年代，捷達開始兼營英國的火車及電車業務。

## 現時業務

### 捷達英國巴士業務
- 捷達東部
- 捷達東米特蘭茲
- 捷達東根德及東修適士
- 捷達東蘇格蘭
- 捷達高地
- 捷達倫敦：曾在2006年轉售予麥格理銀行並易名東倫敦巴士集團，捷達後於2010年回購
- 捷達曼城
- 捷達默西賽德
- 捷達米特蘭茲
- 捷達東北
- 捷達西北
- 捷達牛津郡
- 捷達錫菲
- 捷達南部
- 捷達西南
- 捷達威爾斯
- 捷達西部
- 捷達西蘇格蘭
- 捷達約克郡

#### 旗下品牌
- Citi
- Magicbus－廉價巴士服務
- Megabus－廉價市際客車服務
- Oxford Tube－來往牛津及倫敦的客車服務
- Scottish Citylink－蘇格蘭市際客車服務，擁有35%股權
  - Citylink Gold－提供更豪華市際客車服務
- 捷達快線－接駁有捷達巴士服務的市鎮的客車服務
- 捷達 Gold（曾稱Goldline）－市區豪華巴士服務

### 英國火車業務
- South West Trains－1996年至2017年經營
- Virgin Trains－擁有49%股權

#### 其下品牌
- Megatrain－廉價市際火車服務

### 英國電車業務
- 捷達 Supertram－位於Sheffield的電車業務，1997年開始經營

### 北美洲巴士服務
- Coach USA－除美國中北、東北部以外的業務已經出售
- Coach Canada

#### 旗下品牌
- Megabus－美國及加拿大的廉價市際客車服務，性質類似英國的Megabus

## 以前的業務（部分）

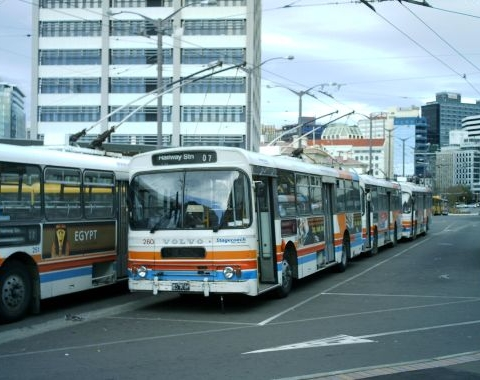
捷達紐西蘭一架無軌電車

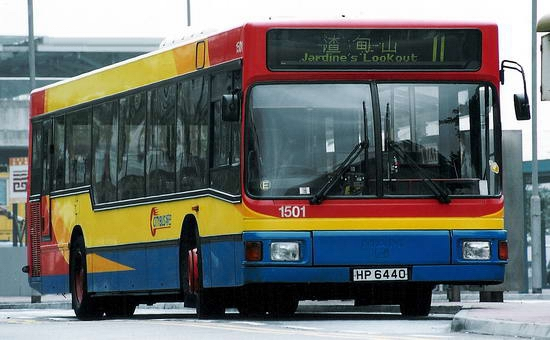
城巴的猛獅NL262巴士，披上類似捷達集團的車隊色彩

### 英國
- 來往阿伯丁及倫敦的鐵路服務
- 柏斯頓巴士（Preston Bus，曾稱Stagecoach in Preston）－2009年收購，但隨後因競爭事務委員會指收購令柏斯頓的巴士服務缺乏競爭而要求捷達集團出讓予第三方，柏斯頓巴士最終於2011年轉售予Rotala。
- Manchester Metrolink－2007年開始經營，2011年出售。
- East Midlands Trains－2007年開始經營，2019年随合同到期交由Abellio运营。

### 馬拉維
捷達在1989年收購馬拉維的馬拉維聯合公共運輸 51%股權，並將易名捷達馬拉維，1997年出售。期間捷達在馬拉維引入雙層巴士。

### 肯雅
捷達在1991年收購肯雅的肯亞巴士服務，1998年出售。

### 紐西蘭
捷達在1992年收購紐西蘭的威靈頓市公共交通，並將易名捷達紐西蘭，2005年轉售予Infratil。捷達紐西蘭現時已易名為NZ Bus。

### 瑞典
捷達在1996年收購瑞典的Swebus，1999年出售。

### 葡萄牙
捷達在1995年收購葡萄牙的Rodoviária de Lisboa的部分股權，並將其易名捷達西班牙，2001年出售。

### 香港
捷達在1994年設立香港分公司捷達巴士（Stagecoach Hong Kong），經營一條由沙田博康邨經怡成坊前往上環港澳碼頭的居民巴士路線，1996年撤出，其車輛被分別轉售紐西蘭及香港城巴。1999年捷達收購城巴，2003年再將城巴出售予新創建集團。

## 外部連結

捷達集團舊標誌

- Stagecoach Group
- South West Trains （页面存档备份，存于）
- Virgin Trains
- Megatrain